# سالتو (أوروغواي)

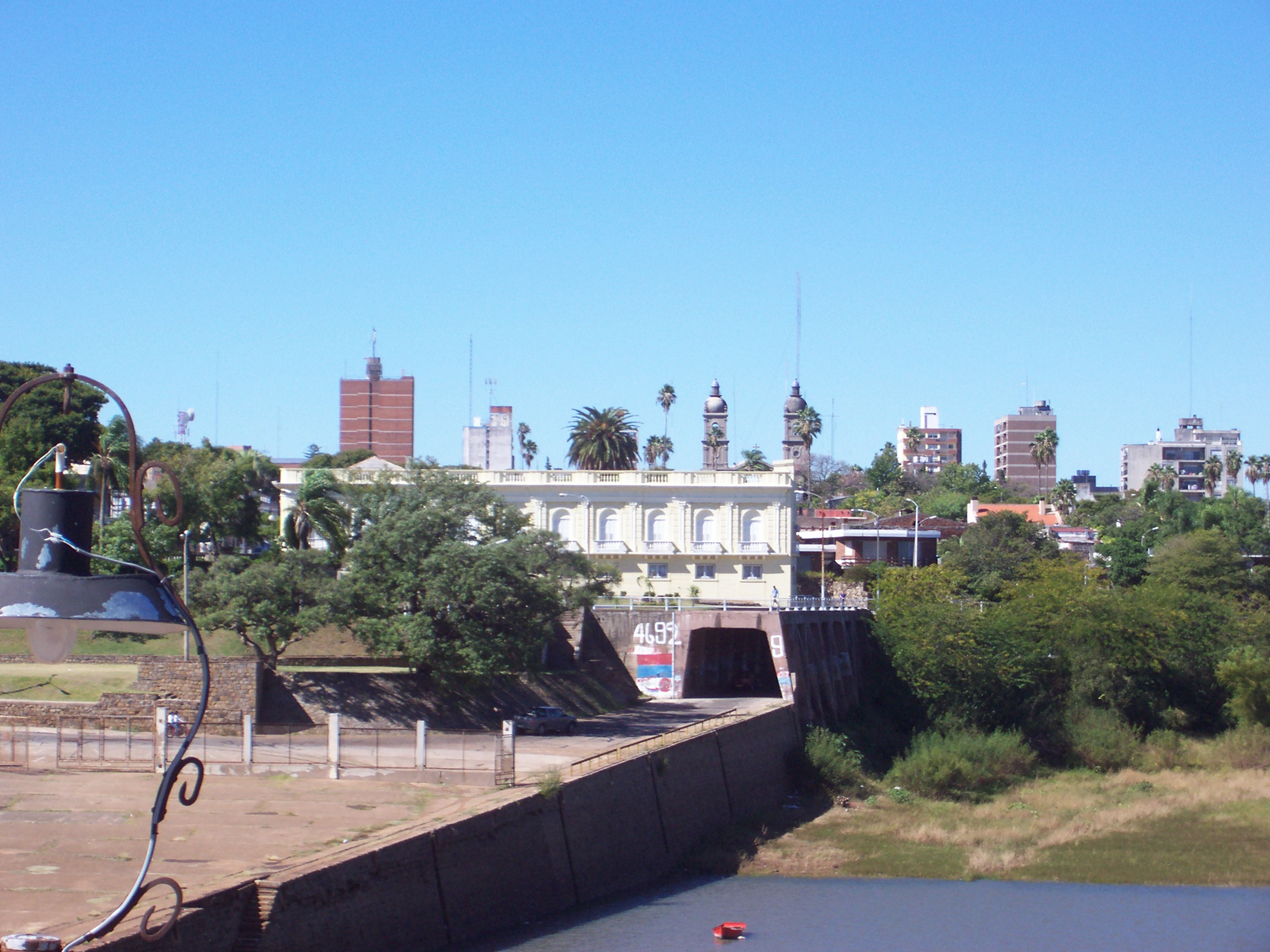
مدينة سالتو بأوروغواي

سالتو هي عاصمة إقليم سالتو وثاني أهم مدن أوروغواي .يبلغ عدد سكانها هو 99072 عام 2004. يبعد مركز المدينة عن مركز العاصمة نحو 423 كيلومتر شمال الغرب والمسافة بين المدينة والعاصمة نحو 496 كم عبر الطريق الشمالي الغربي المار بمحاذاة نهر اوراجوى. و لا يفصل المدينة عن مدينة كونكورديا الأرجنتينية الا نهر أوروغواي.